# Kloster Sumela

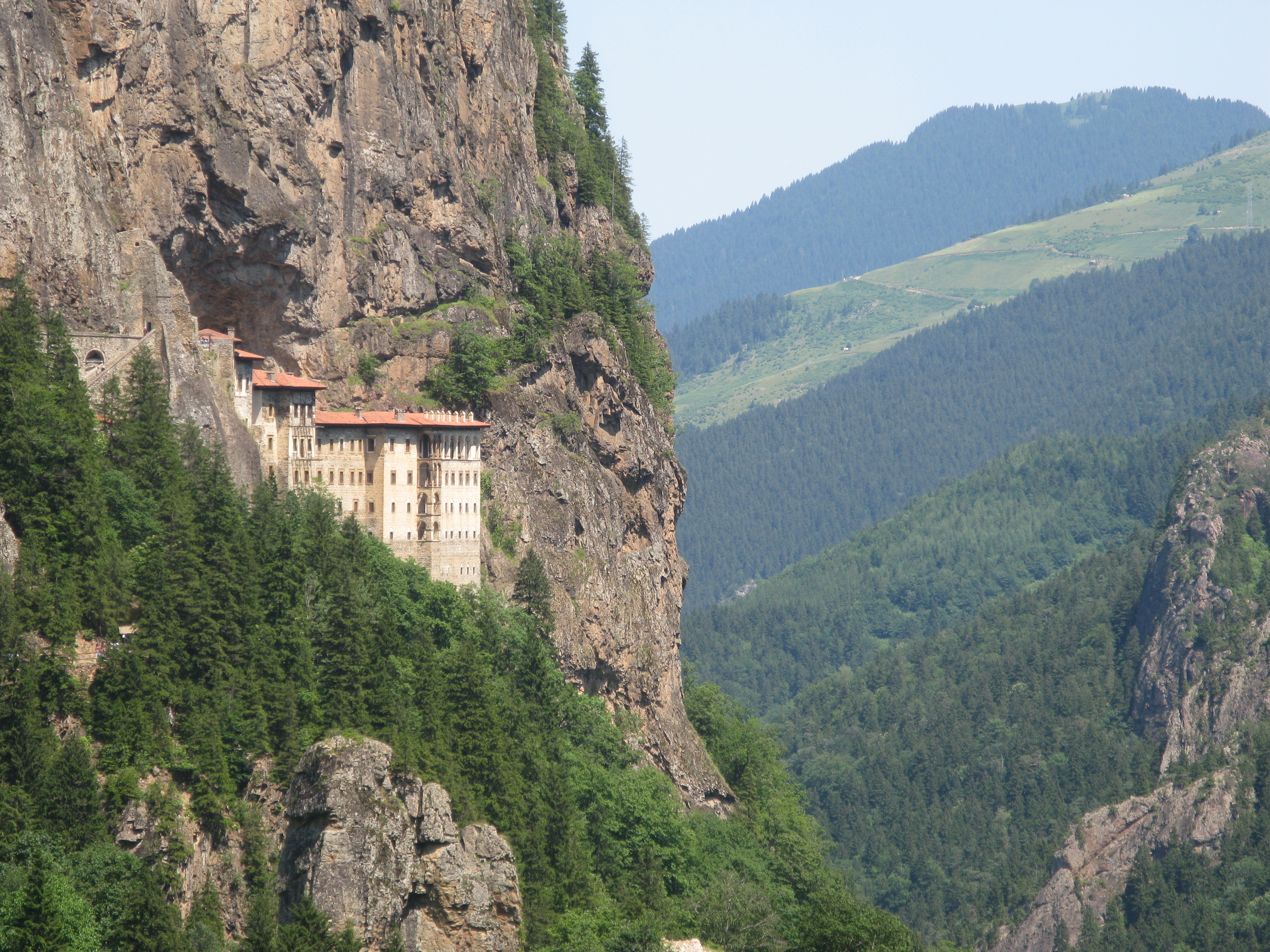
Das Kloster Sumela, von der Straße zum Kloster aus gesehen

Das Sumela-Kloster (türkisch Sümela (Meryem Ana) Manastırı, griechisch Παναγία Σουμελά Panagía Soumelá, deutsch ‚Muttergottes von Sumela‘) ist ein ehemaliges griechisch-orthodoxes Kloster aus byzantinischer Zeit in der Nordosttürkei in Maçka (Provinz Trabzon). Der Name stammt vom griechischen Melas (Schwarz), nach dem griechischen Namen des Berges, in dessen Felswand das Kloster gebaut wurde.

## Lage
Das Kloster liegt 45 km südlich von Trabzon im Altındere-Nationalpark im Zigana-Gebirge (Ostpontisches Gebirge) in 1071 m Höhe. Es ist etwa 270 m oberhalb einer Schlucht des Altındere (in der Antike: Pyxites) in den Fels gehauen und gebaut. Es beherbergte von 1628 bis 1902 die Räumlichkeiten des Phrontisterions, einer bedeutenden pontosgriechischen Bildungseinrichtung.

## Geschichte

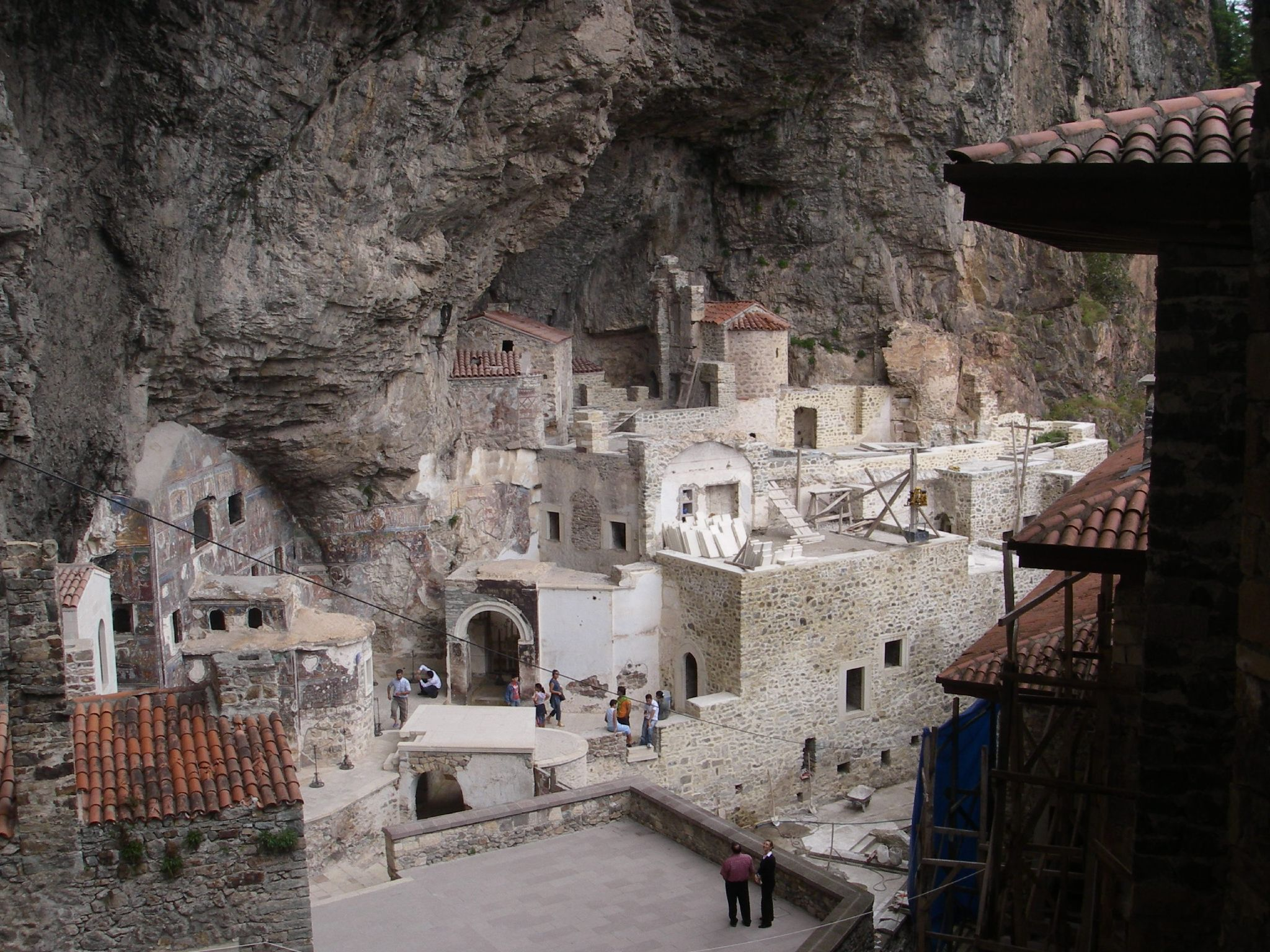
Bauarbeiten am Kloster

Der Legende nach wurde die Ikone, die vom Evangelisten Lukas selber gemalt worden sein soll, nach dessen Tod von zwei Engeln durch die Wolken in eine Höhle im Pontischen Gebirge getragen. Zwei junge Eremiten aus Athen, Barnabas und sein Neffe Sophronios, wurden ebenfalls von den Engeln zu der Wanderschaft eingeladen und entdeckten die Ikone in einer Höhle mitten im Wald bei Wasserfällen. Das war vermutlich im Jahr 385 und die Höhle bereits, wie so viele, von frühchristlichen Eremiten bewohnt. Die Höhle wurde erweitert und eine Kapelle hineingebaut.
Um 500 förderte Kaiser Anastasios den Bau eines Klosters. 640 wurde es durch ein Feuer zerstört. Der Mönch Christophoros aus dem Kloster Vazelon baute es wieder auf. Im 12. Jahrhundert wurde es wieder zerstört, angeblich von Räubern, die auf der Suche nach der Ikone waren. Die Ikone wurde unversehrt aus dem Fluss geborgen.
Die ältesten erhaltenen Gebäude stammen aus der Komnenenzeit. Hier wurde Alexios III. (1338–1390) am 21. Mai 1350 und sein Sohn Manuel III (1390–1417) als Kaiser von Trapezunt gekrönt. Auch nach der Eroberung durch die Osmanen im Jahr 1461 blieb das Kloster bestehen und entwickelte sich zu einem wichtigen Wallfahrtsort. 
Sein heutiges Aussehen erhielt das Kloster im 19. Jahrhundert, als Gebäude mit Mönchzellen vor die eigentliche Felsenkirche gebaut wurden. Als nach dem Völkermord an den Pontos-Griechen die griechische Bevölkerung auf dem Pontos bei dem Versuch, eine eigene Republik zu gründen, den Truppen Atatürks unterlag, mussten auch die Mönche 1926 das Kloster verlassen (→Griechisch-Türkischer Bevölkerungsaustausch). Die Reliquien wurden in einer nahen Kapelle versteckt und konnten 1930 auf Intervention des türkischen Ministerpräsidenten Ismet Inönü nach Griechenland gebracht werden. Heute befinden sie sich in der gleichnamigen Neugründung im griechischen Kastania / Veria Mazedonien aus dem Jahr 1951.
Das Kloster verfiel nach einem verheerenden Brand 1930 immer weiter, bis es 1972 von der türkischen Regierung als Nationalerbe unter Schutz gestellt und Besuchern zugänglich gemacht wurde.

## Religiöse Bedeutung
Das Kloster ist für Christen ein wichtiger Wallfahrtsort. Es ist der „Panagia tou Melas“ (Allheilige des Schwarzen Berges) geweiht, der Mutter Jesu Christi, für die Moslems der Mutter des Propheten Isa, von denen es auch „Meryem ana manastırı“ (Mutter-Maria-Kloster) genannt wird.
In dem Kloster waren als Reliquien unter anderem die o. g. Ikone, die vom Evangelisten Lukas gemalt worden sein soll und ein Splitter des Kreuzes, an dem Jesus gestorben ist. Mit dieser Kreuzreliquie wurde monatlich das Wasser aus dem heiligenden Brunnen geweiht, welches die Pilger gegen alle erdenklichen Leiden nutzten.
Im Jahr 2005 wurde bekannt, Sumela, „eines der wichtigsten Klöster der Christenheit“, solle nach Angaben türkischer Behörden wieder als Kloster eröffnet werden. Im Jahre 2010 stellte der Ökumenische Patriarch Bartholomäus I. einen Antrag bei der türkischen Regierung, zu Mariä Entschlafung am 15. August dort einer Göttlichen Liturgie vorstehen zu dürfen. Der Antrag wurde am 8. Juni von der AKP-Regierung vom damaligen Ministerpräsidenten Recep Tayyip Erdoğan und seinem damaligen Kultur- und Tourismusminister Ertugrul Günay positiv beschieden und die Liturgie am 15. August unter großer Anteilnahme orthodoxer Christen durchgeführt. Am 15. August 2015 fand die sechste christlich-orthodoxe Wallfahrt in Folge seit 2010 statt. In dieser stand die Friedensbotschaft des ökumenischen Patriarchen von Konstantinopel Bartholomeos I. und sein Aufruf zur Beendigung des Blutvergießens zwischen der PKK und der Türkei im Vordergrund.

## Gebäude
Eine lange, schmale Treppe führt zum Eingang des Klosters, der von Wachhäuschen flankiert ist. Eine weitere Treppe führt in den Innenhof.
Die wichtigsten Teile sind die Felsenkirche, einige Kapellen, Studienräume, ein Gästehaus, Bibliothek und der heilige Brunnen. Ein Aquädukt, welches an die Felswand gebaut ist, versorgt das Kloster mit Wasser und wurde mittlerweile restauriert.
Auf der rechten Seite vor der Höhlenkirche befindet sich die Bibliothek. Sechsundsechzig der hauptsächlich aus dem 17. und 18. Jahrhundert stammenden Manuskripte wurden katalogisiert und sind jetzt im Museum von Ankara. Weitere 1000 mit Miniaturen verzierte Tetraevangelien (Die vier Evangelien) aus byzantinischer Zeit befinden sich im Hagia-Sophia-Museum in Istanbul. 
Von den weiteren Schätzen des Klosters befindet sich eine silberne Kreuzreliquie von Manuel III., ein handgeschriebenes Manuskript und eine große Zahl an Dokumenten im Museum für Byzantinische Kunst in Athen, eine Ikone des Klosters „Lady of the roses“ ist jetzt in der National Gallery in Dublin. Anderes ist in Privatbesitz und im Benaki-Museum in Athen.
Den türkischen Einfluss kann man in der Gestaltung der Schränke, Nischen und Kamine in den Gebäuden rund um den Hof sehen.

## Fresken

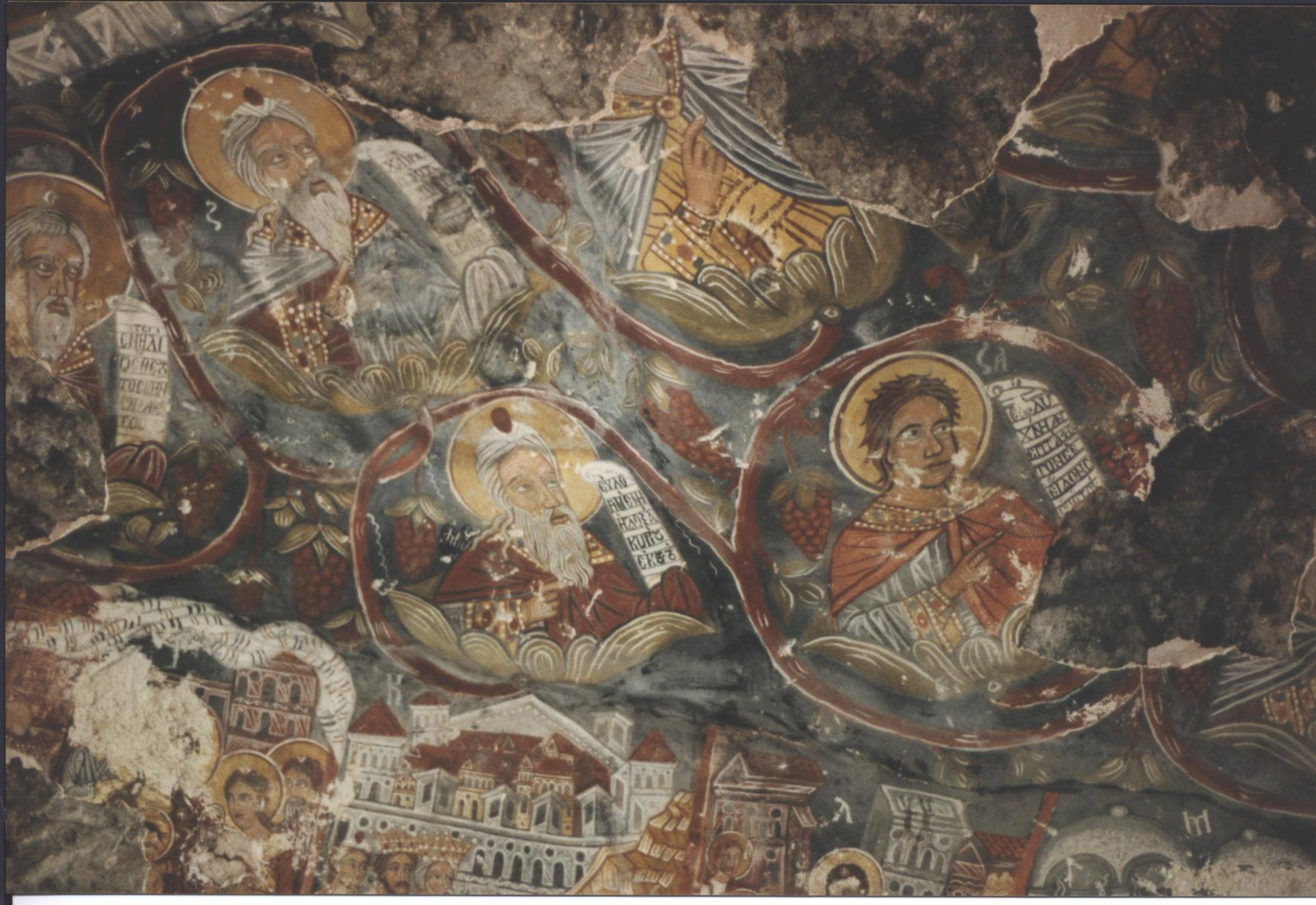
Fresko im Kloster

Die Innen- und Außenwände der Felsenkirche und der angrenzenden Kapelle sind mit Fresken geschmückt. Die Darstellungen auf der Innenseite der Wand zum Hof der Felsenkirche stammen aus der Zeit von Alexios III. Die Porträts von Alexios und Manuel sind nicht mehr erhalten.
Die Außenfresken stammen aus dem frühen 18. Jahrhundert und geben Szenen des Alten und Neuen Testaments und das Konzil von Nikaia-Nicaea wieder. 
Es wurden Teile einer großen Darstellung der Apokalypse gesichert. Ein Drache und zwei berittene Heilige (Georgios und Demetrios) sind auf die Wand einer kleinen Kapelle gemalt. Unter der sichtbaren Farbschicht wurden drei weitere Schichten entdeckt. Am oberen Rand der untersten Schicht wurde die Figur eines Herrschers mit einem Diadem gefunden, eine ähnliche Figur wurde darübergemalt und darüber eine Metamorphose – Die Veränderung des Blicks Christi am Berg Tabor. 100 m nördlich des Klosters befinden sich Kapellen, die ebenfalls in den Berg gehauen wurden und mit Fresken verziert sind.
Seit 1998 restauriert das türkische Kultur- und Tourismusministerium das Kloster, die Fresken werden gereinigt und restauriert, das Hauptgebäude hat ein neues Dach erhalten.

## Galerie

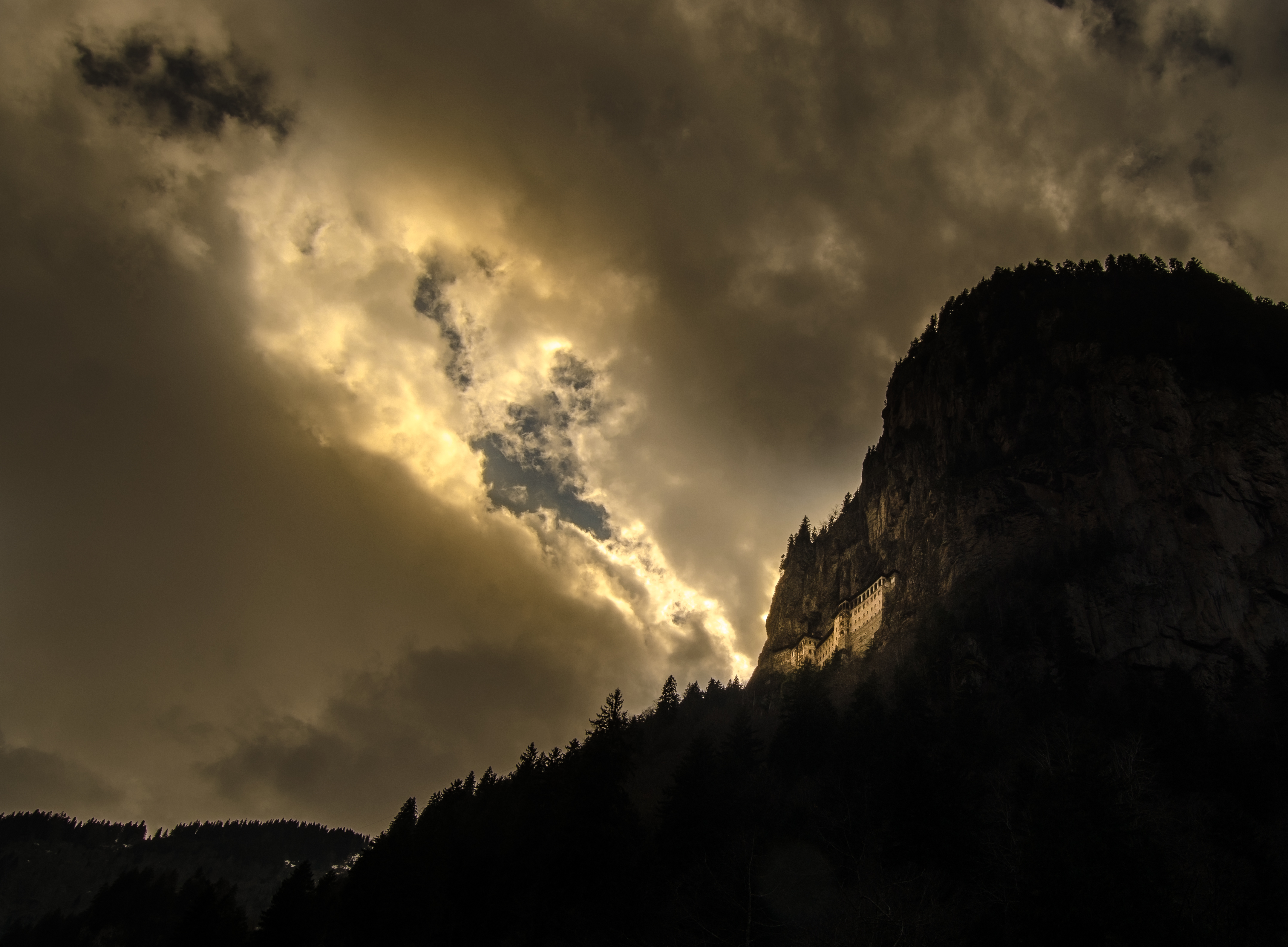
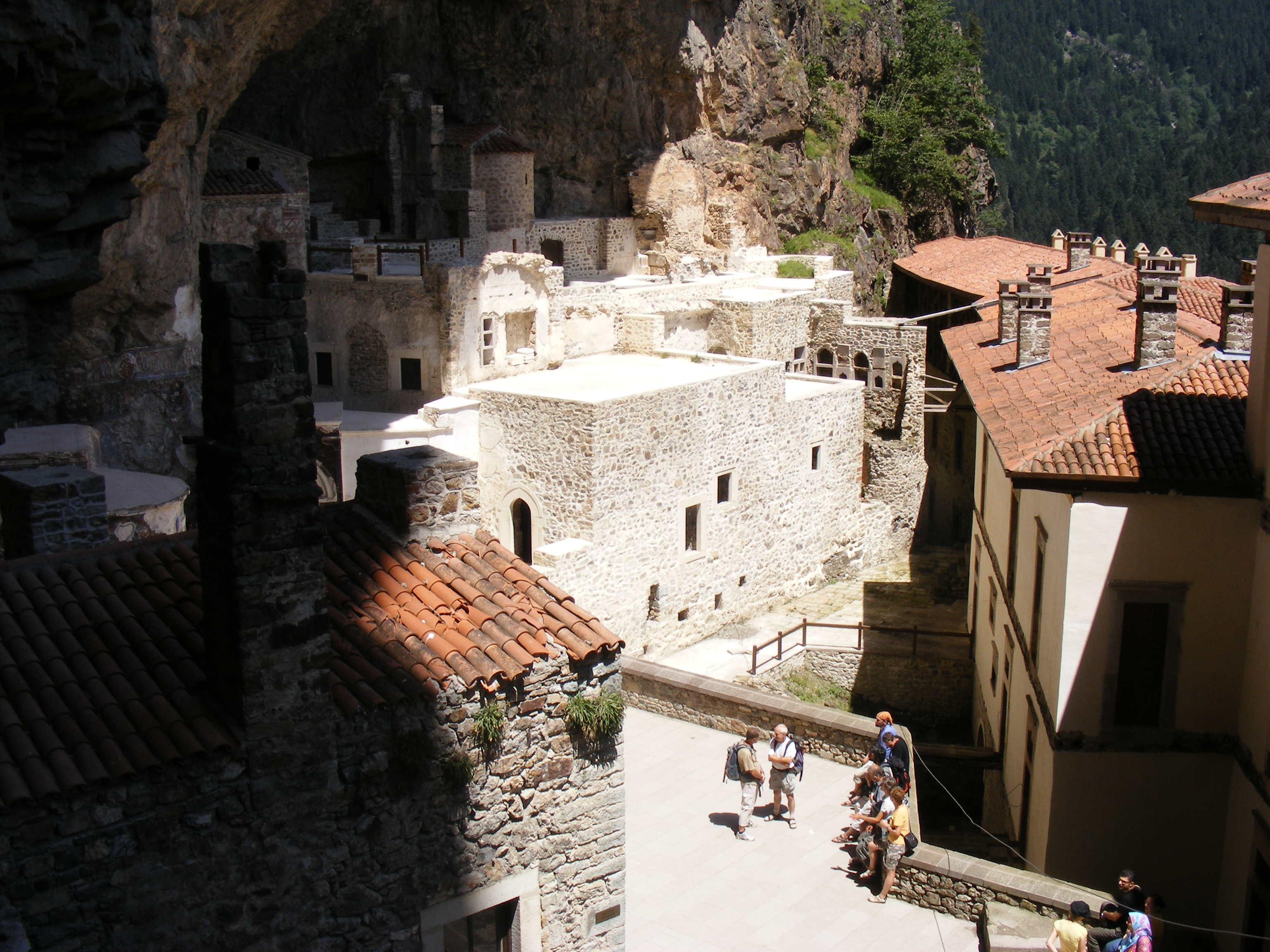
Innenansicht
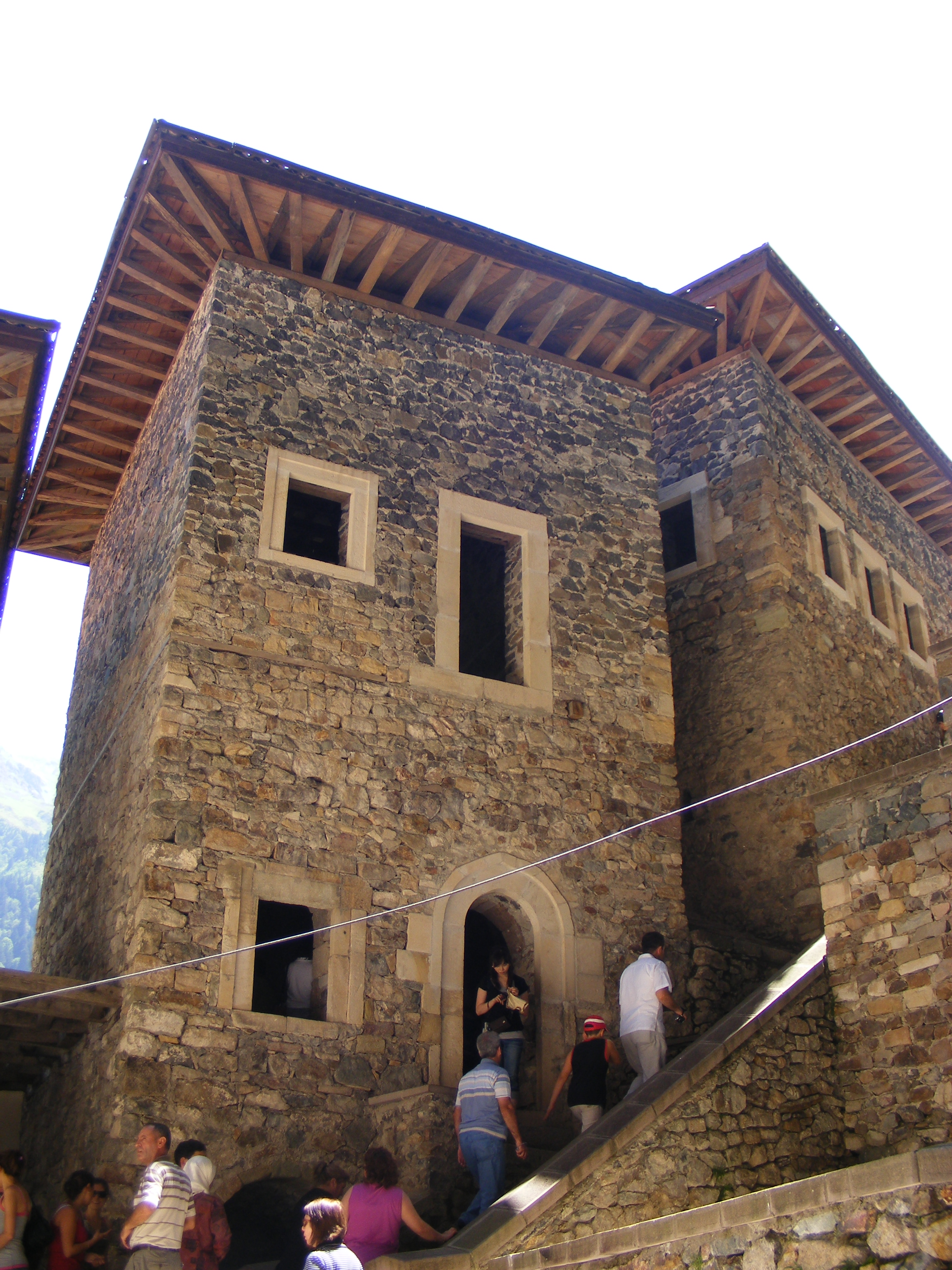
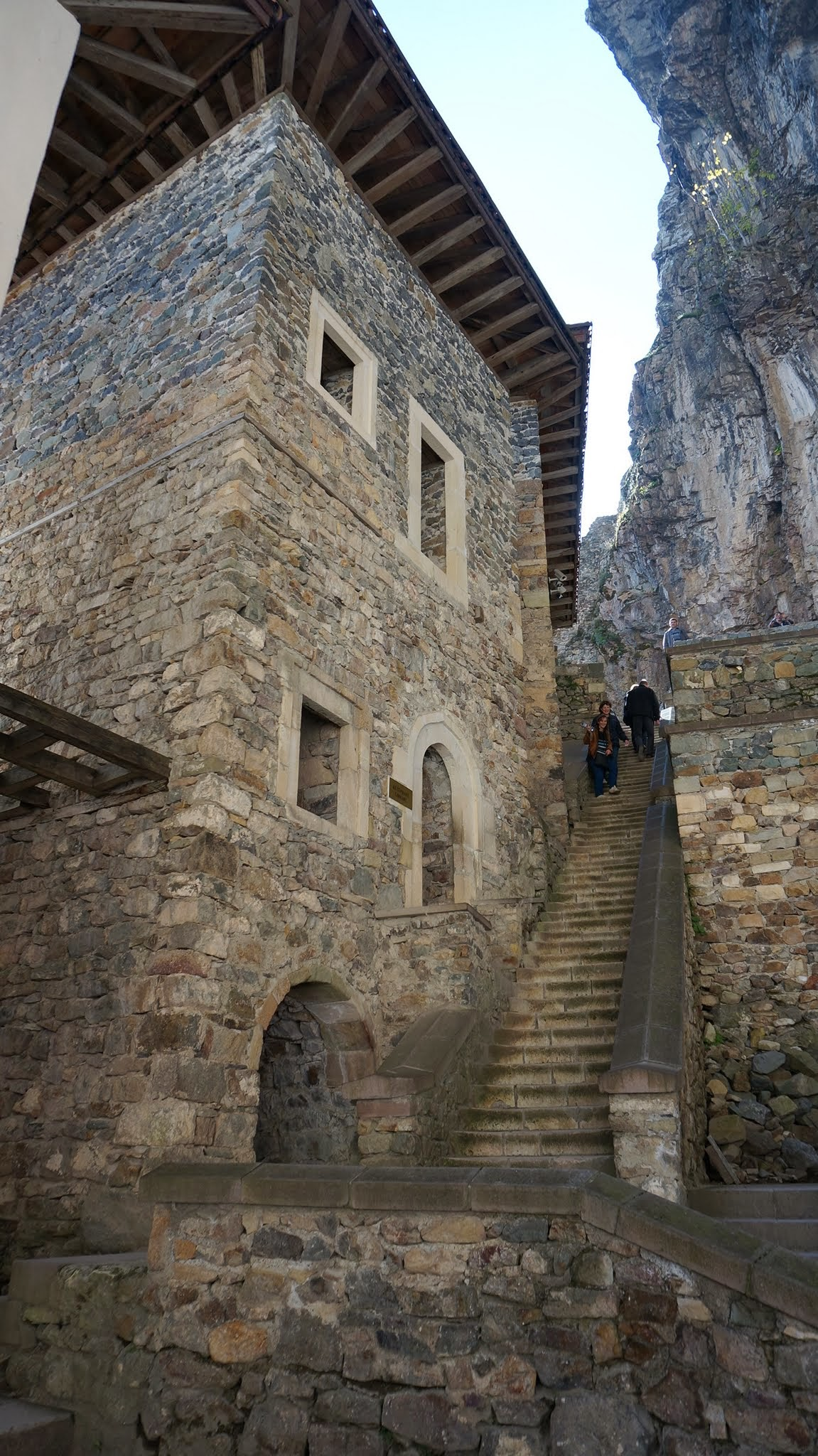
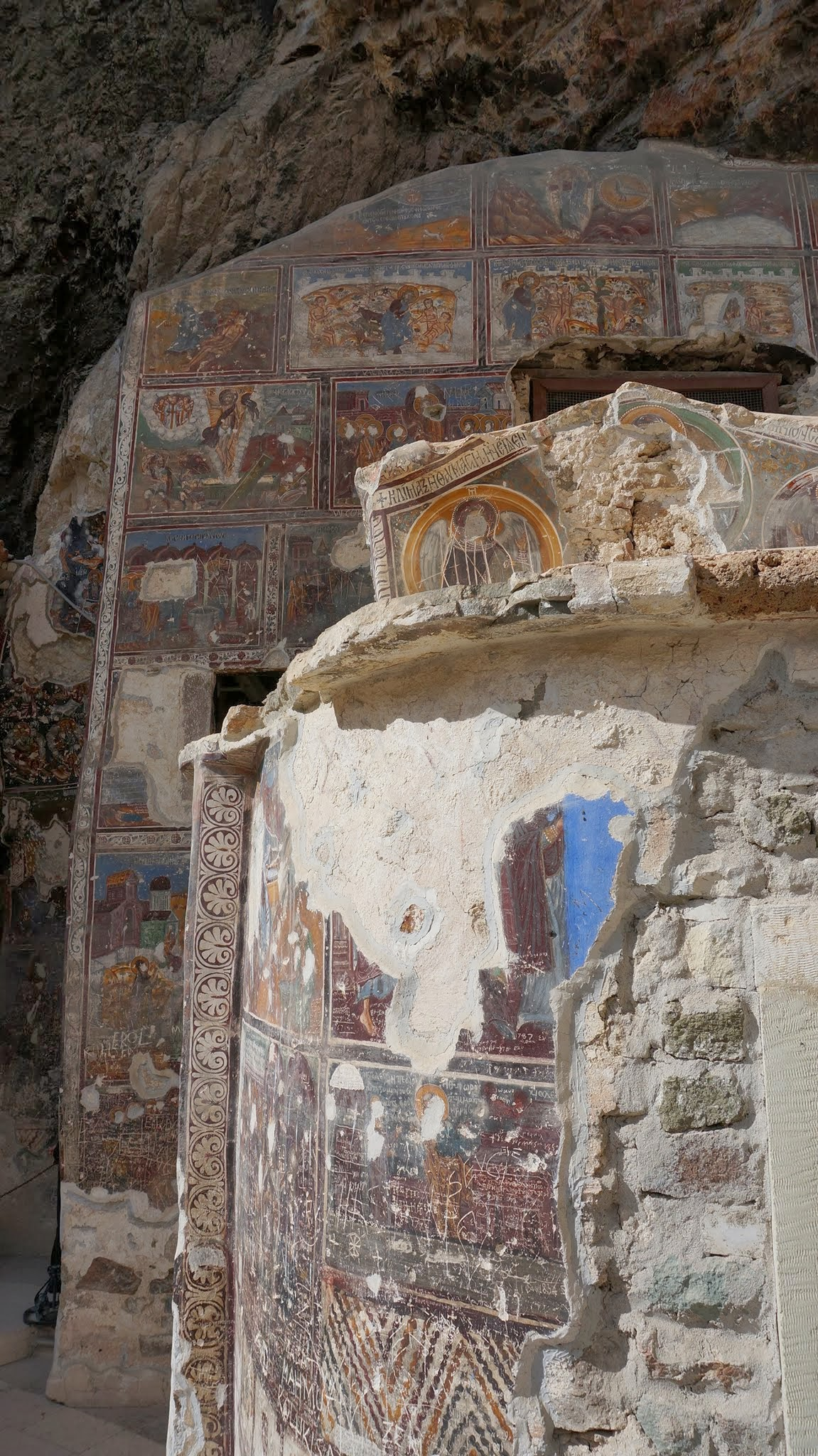
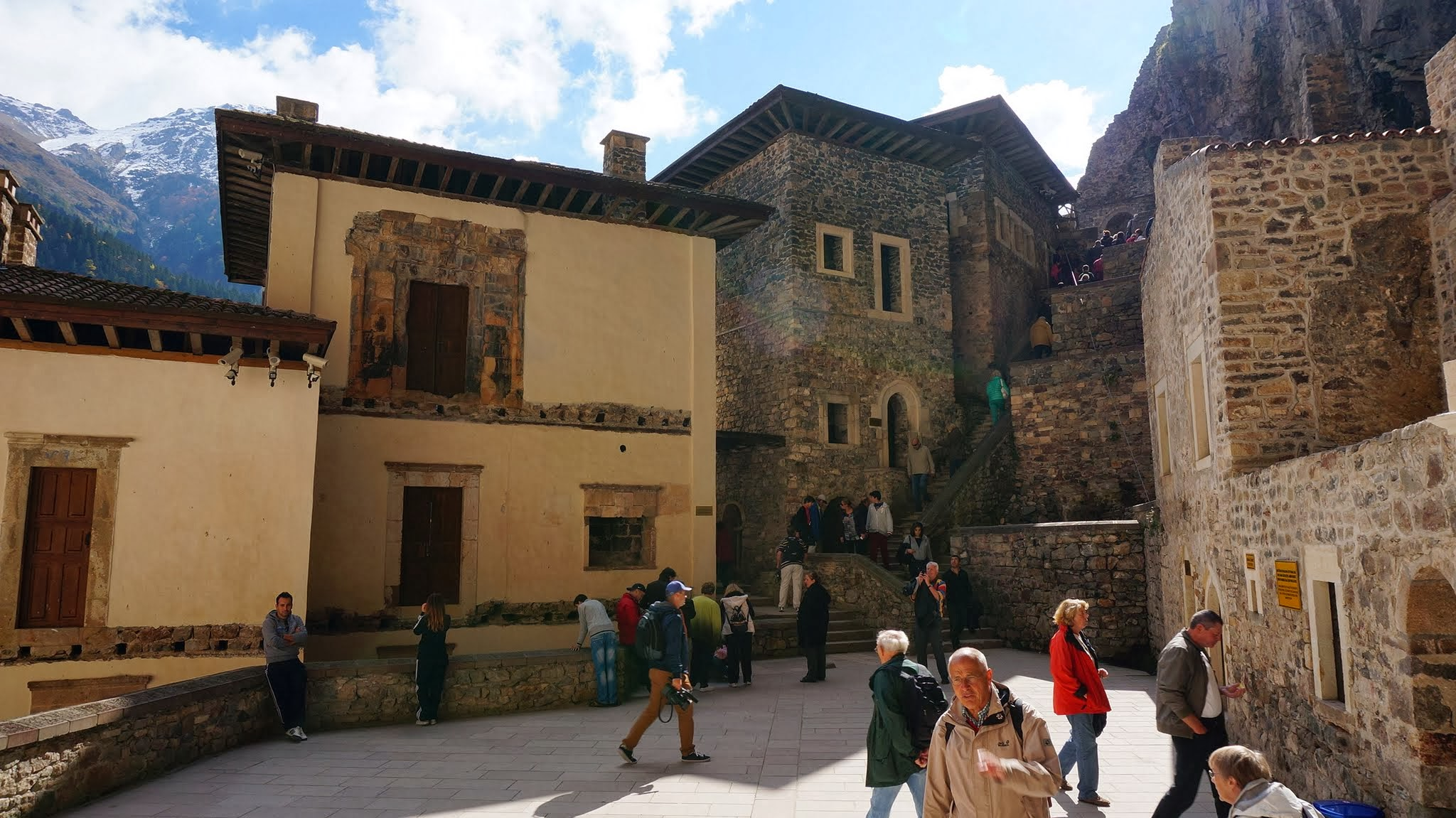
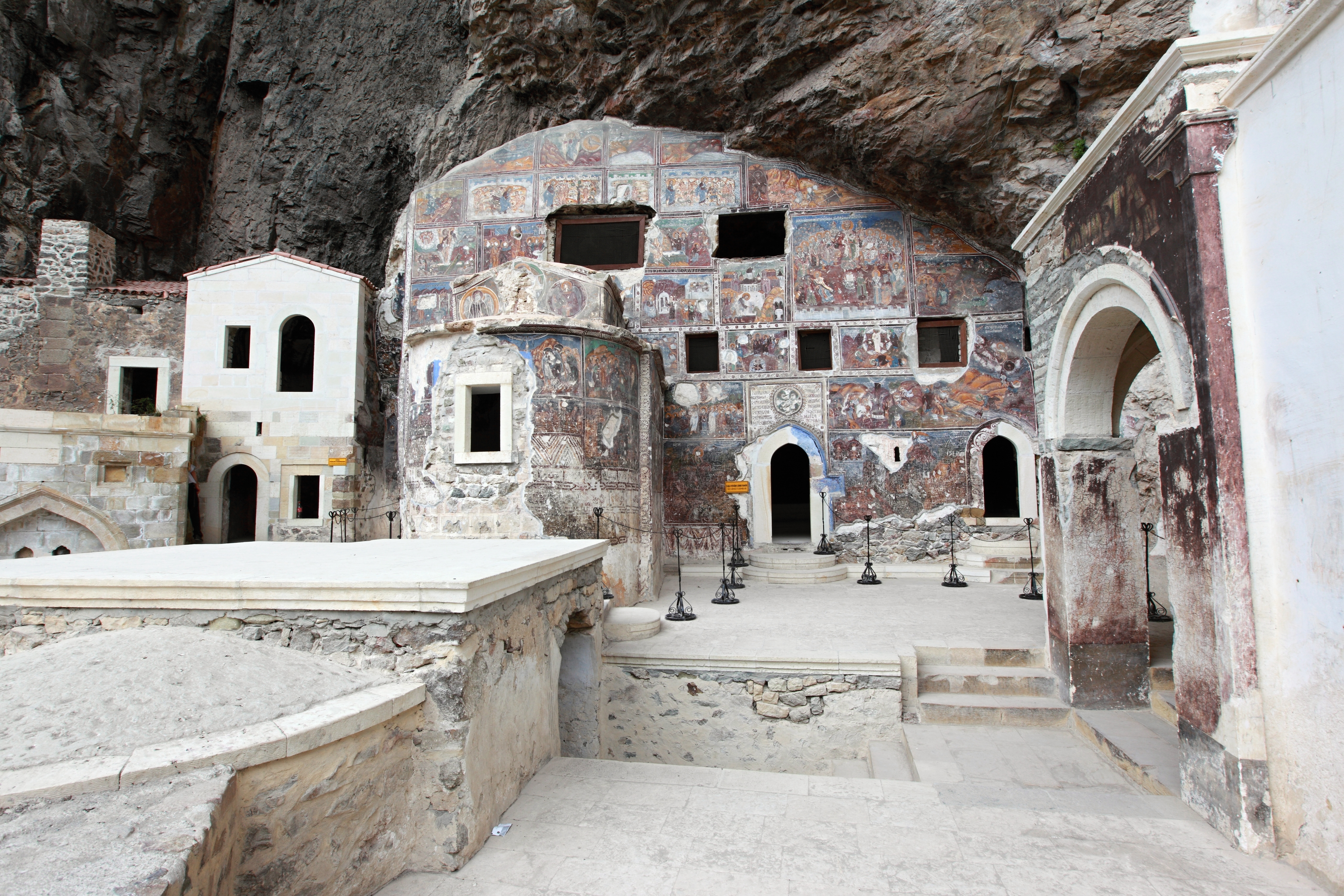
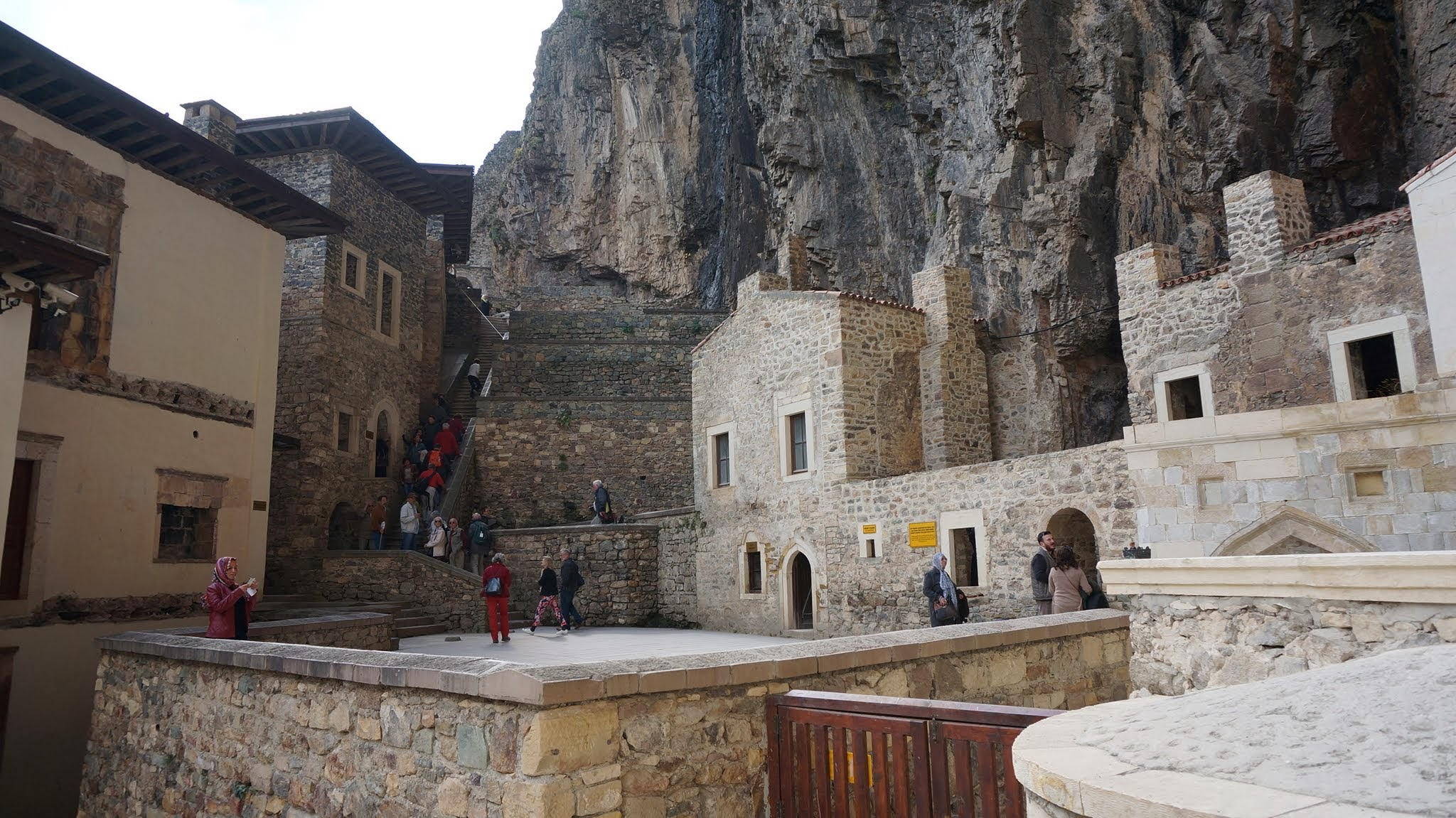
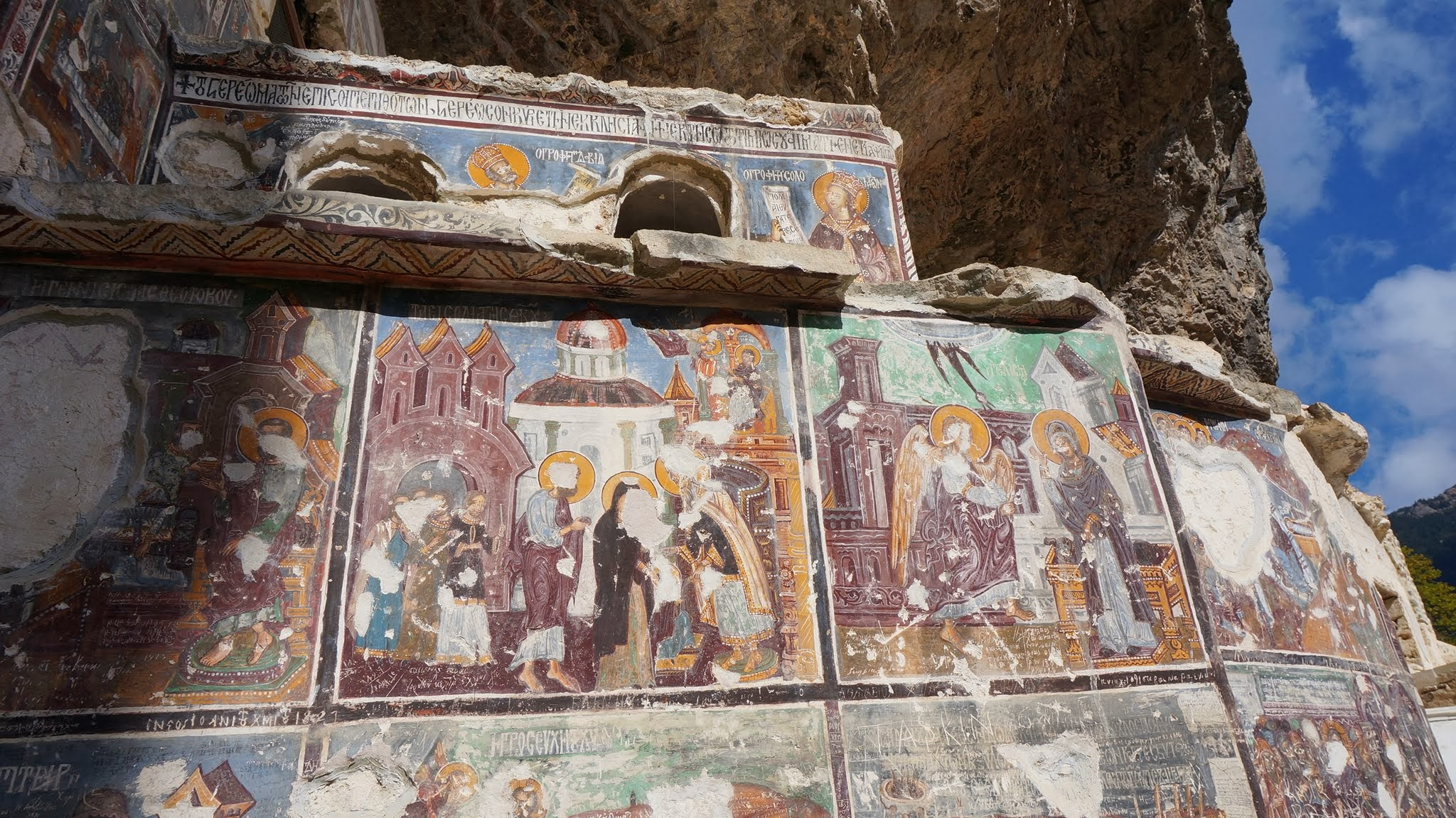
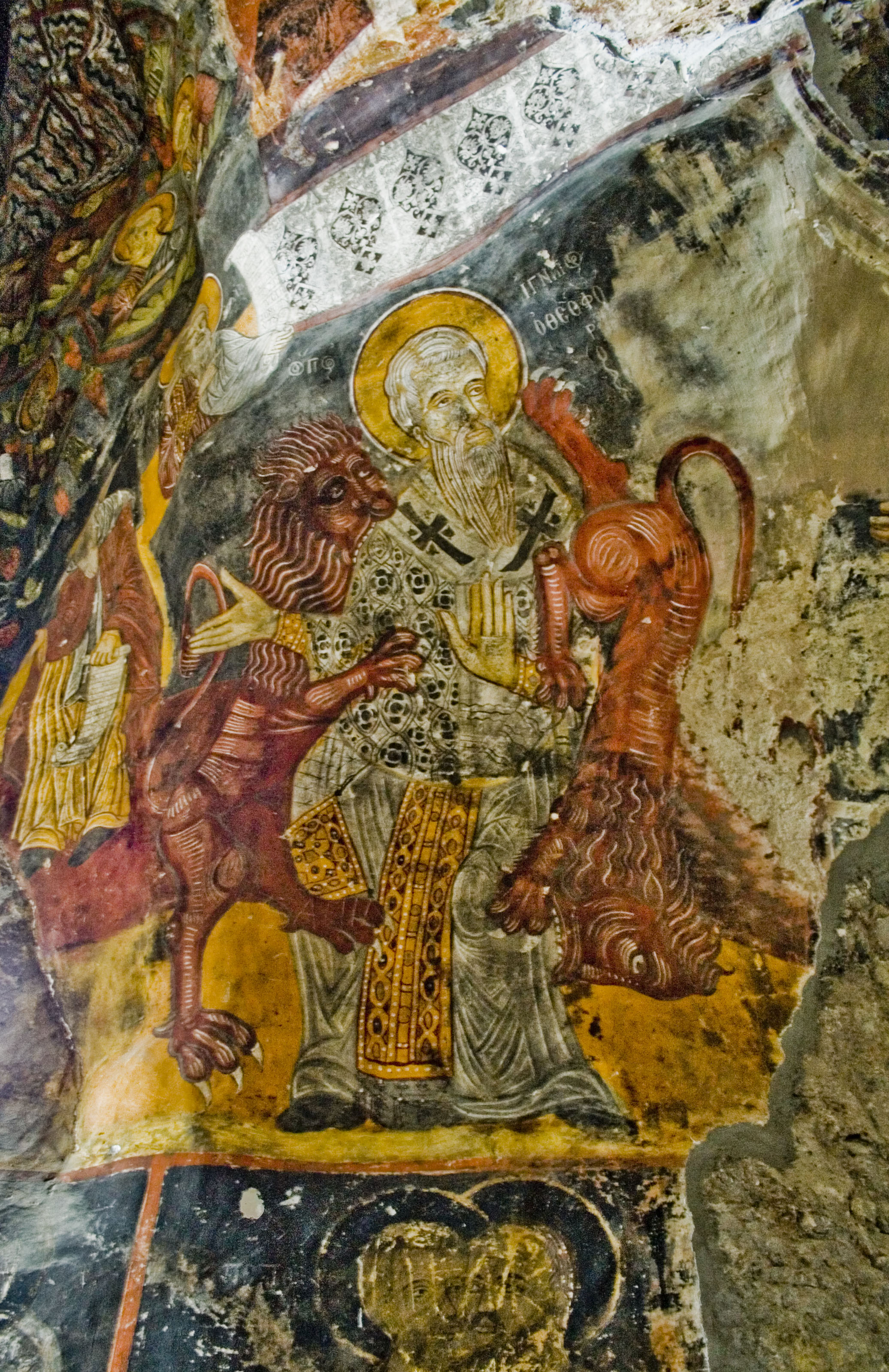
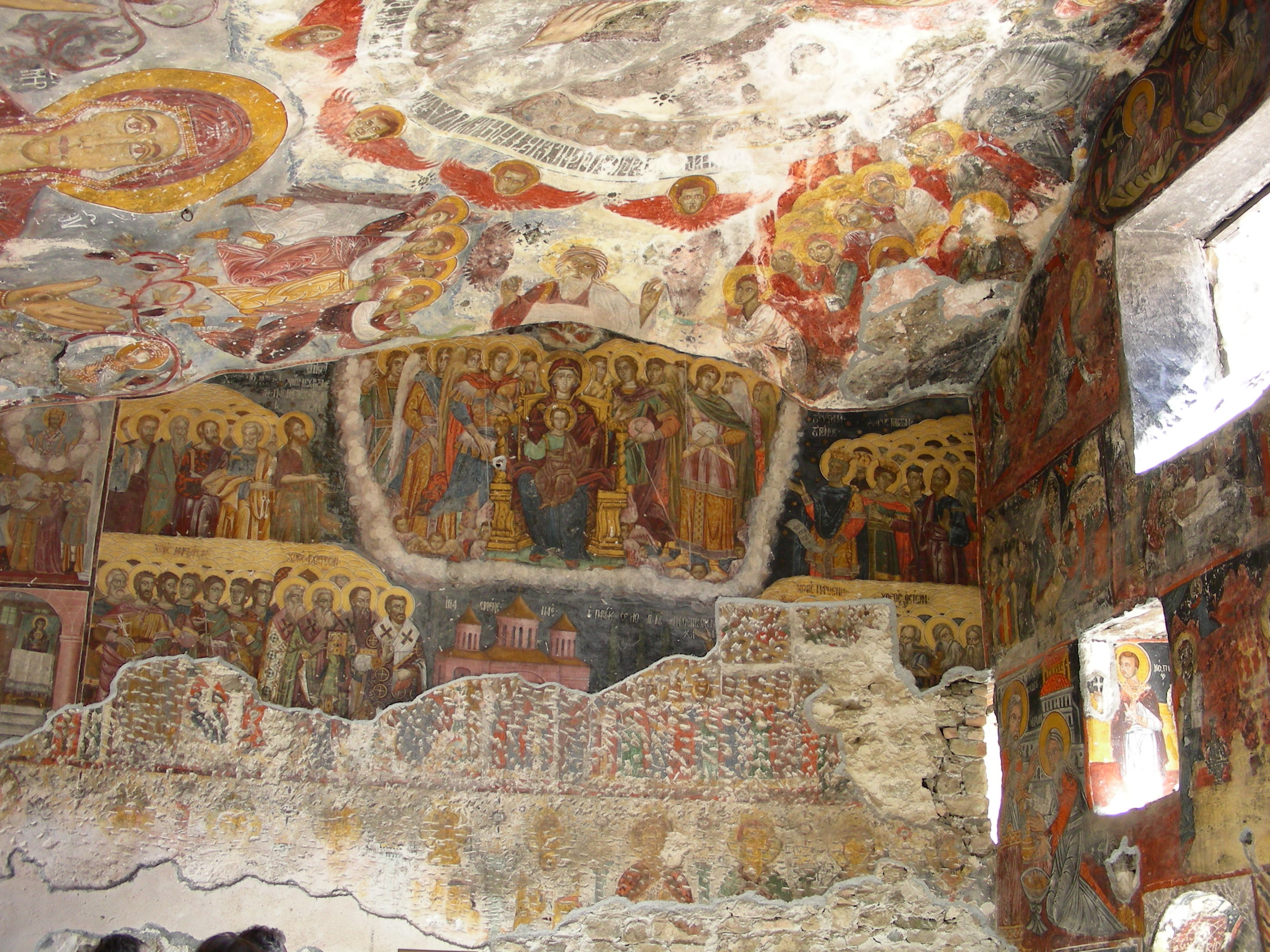
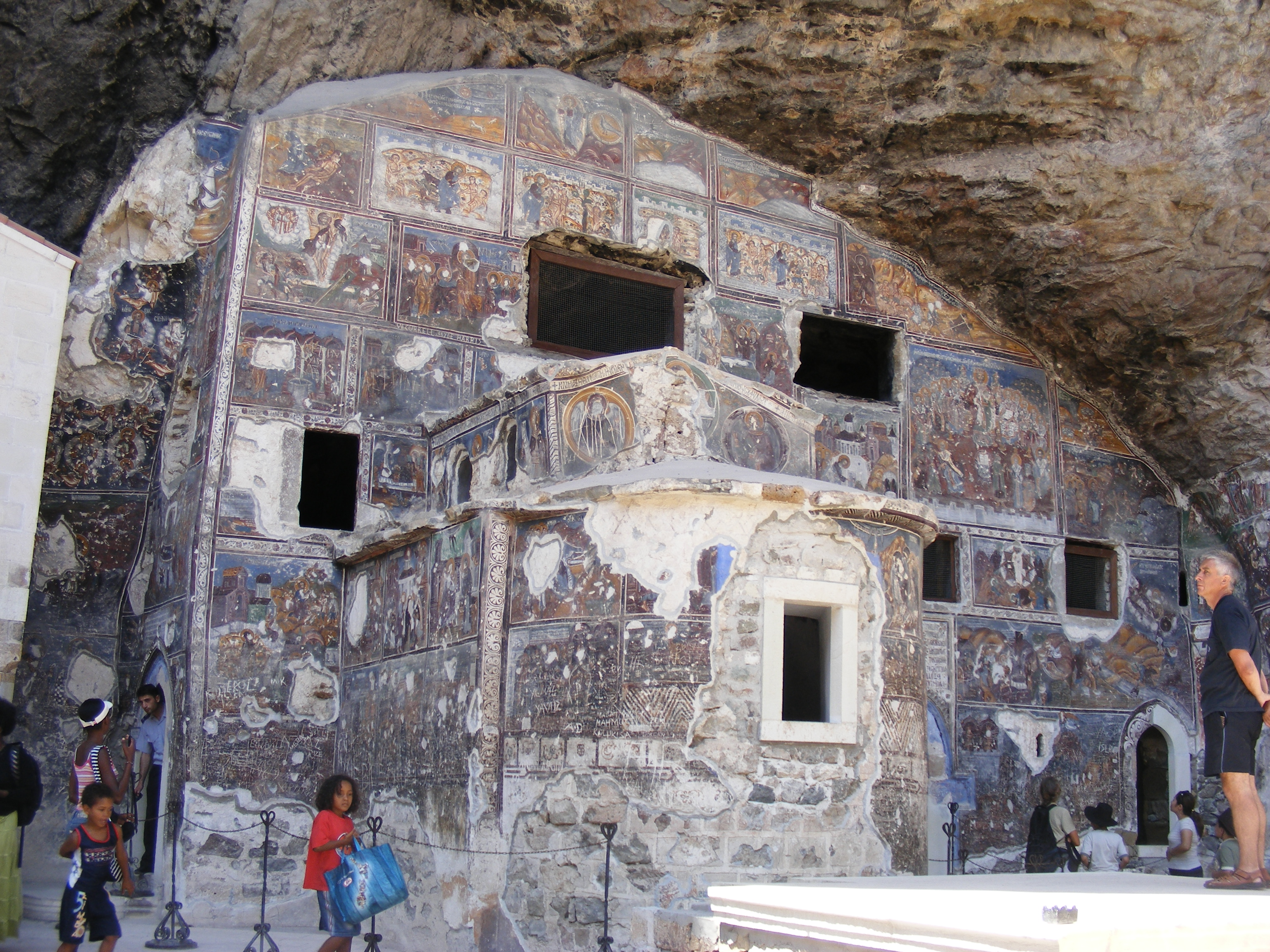
Steinkirche
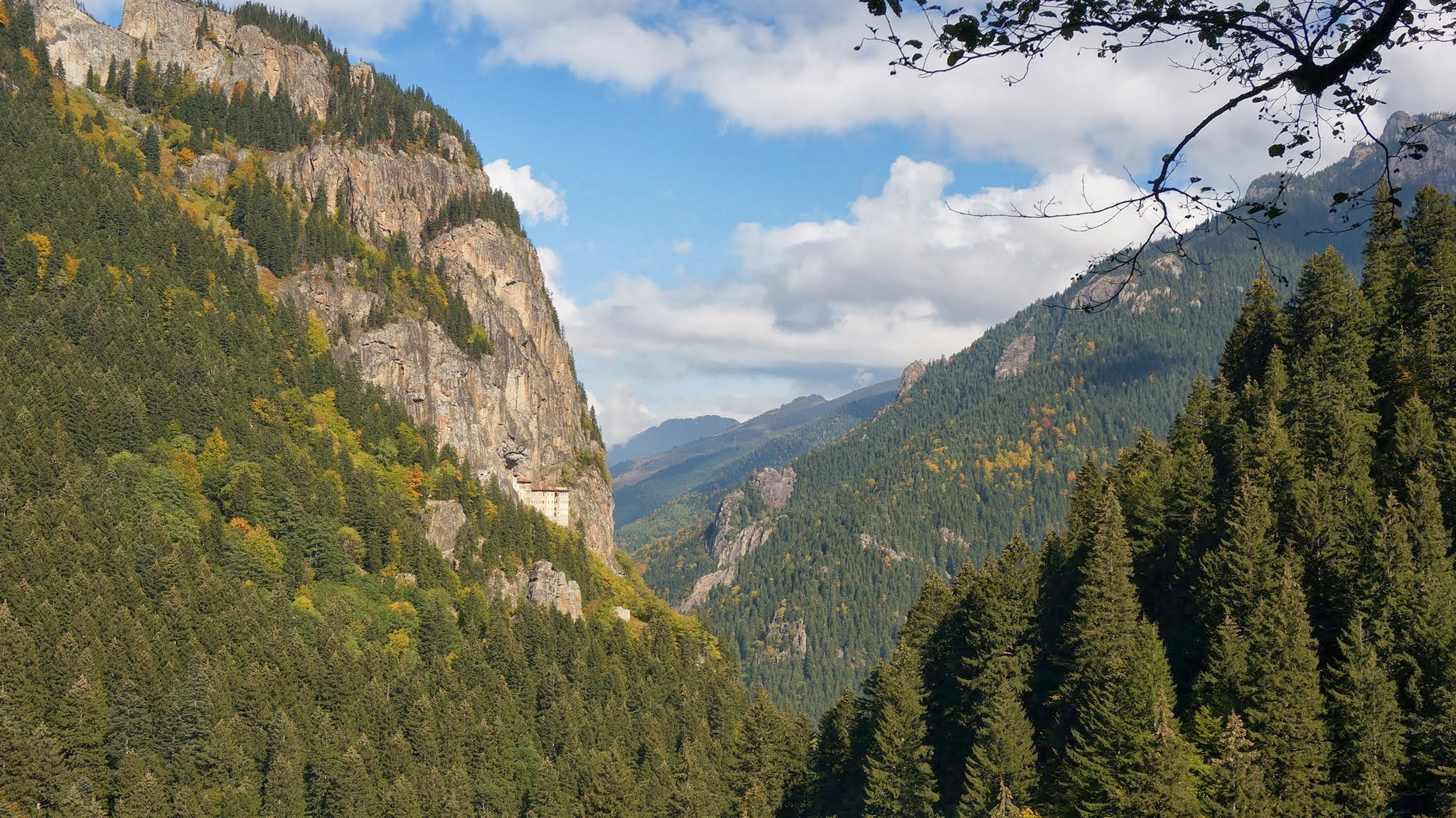
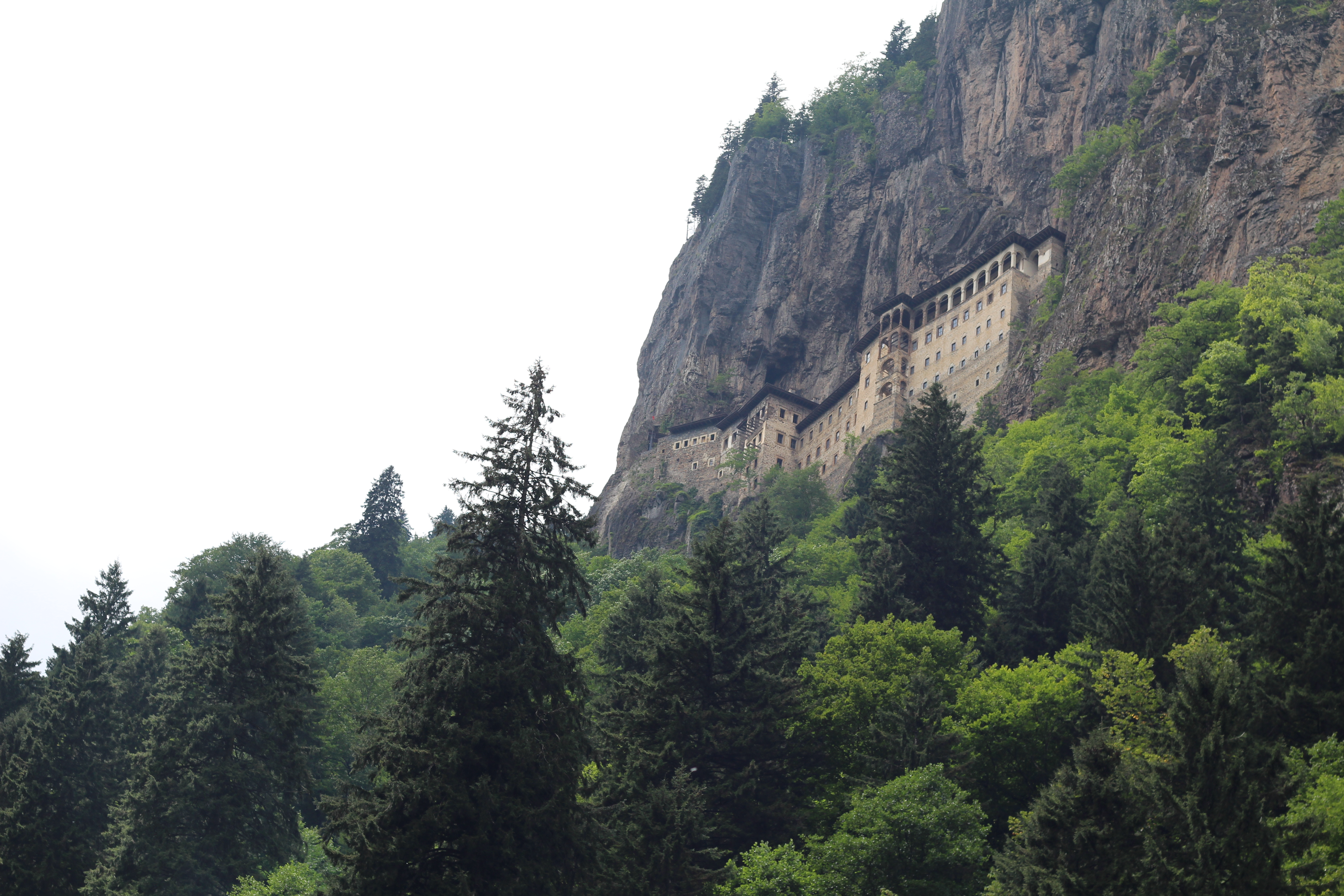
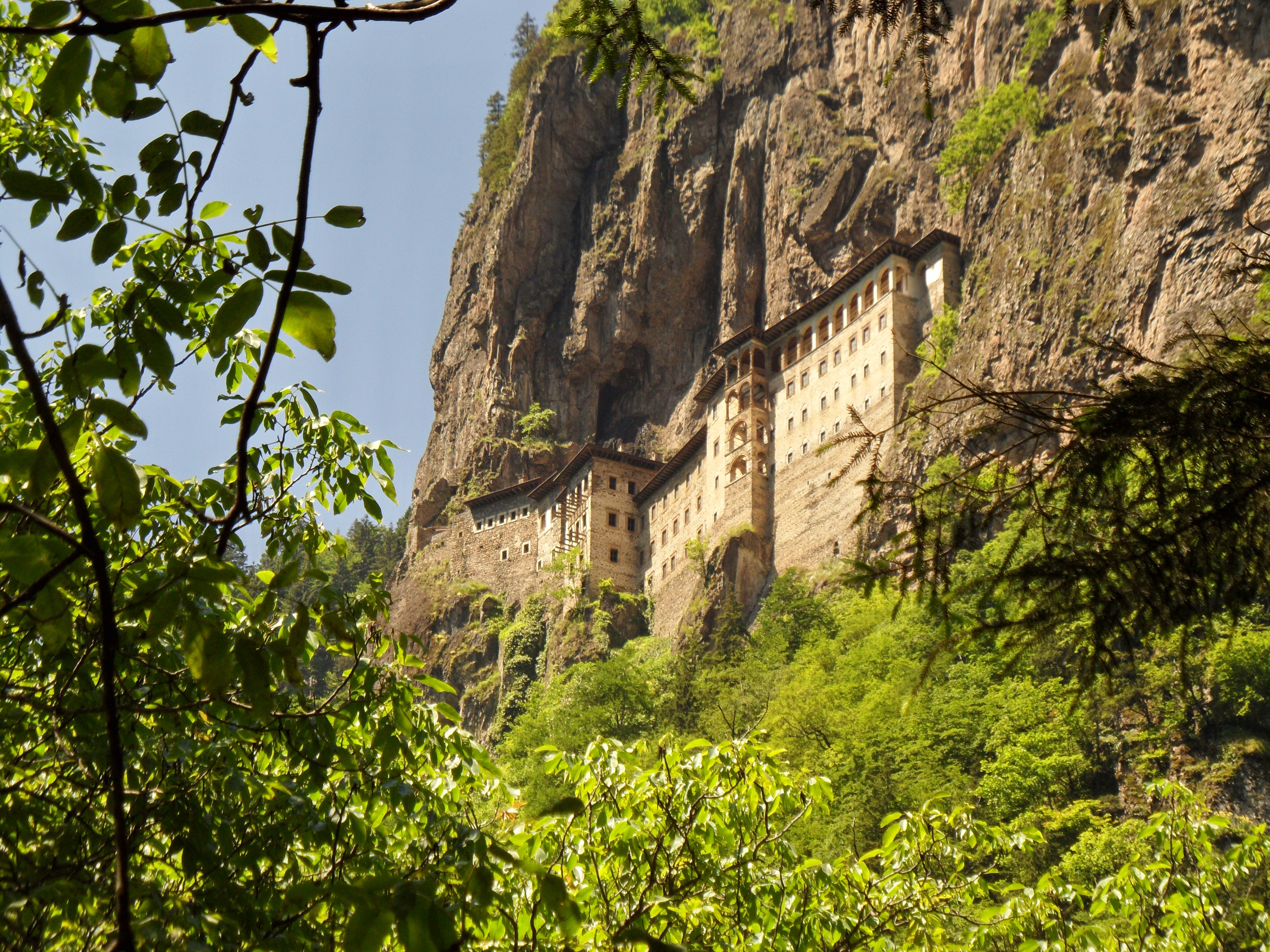
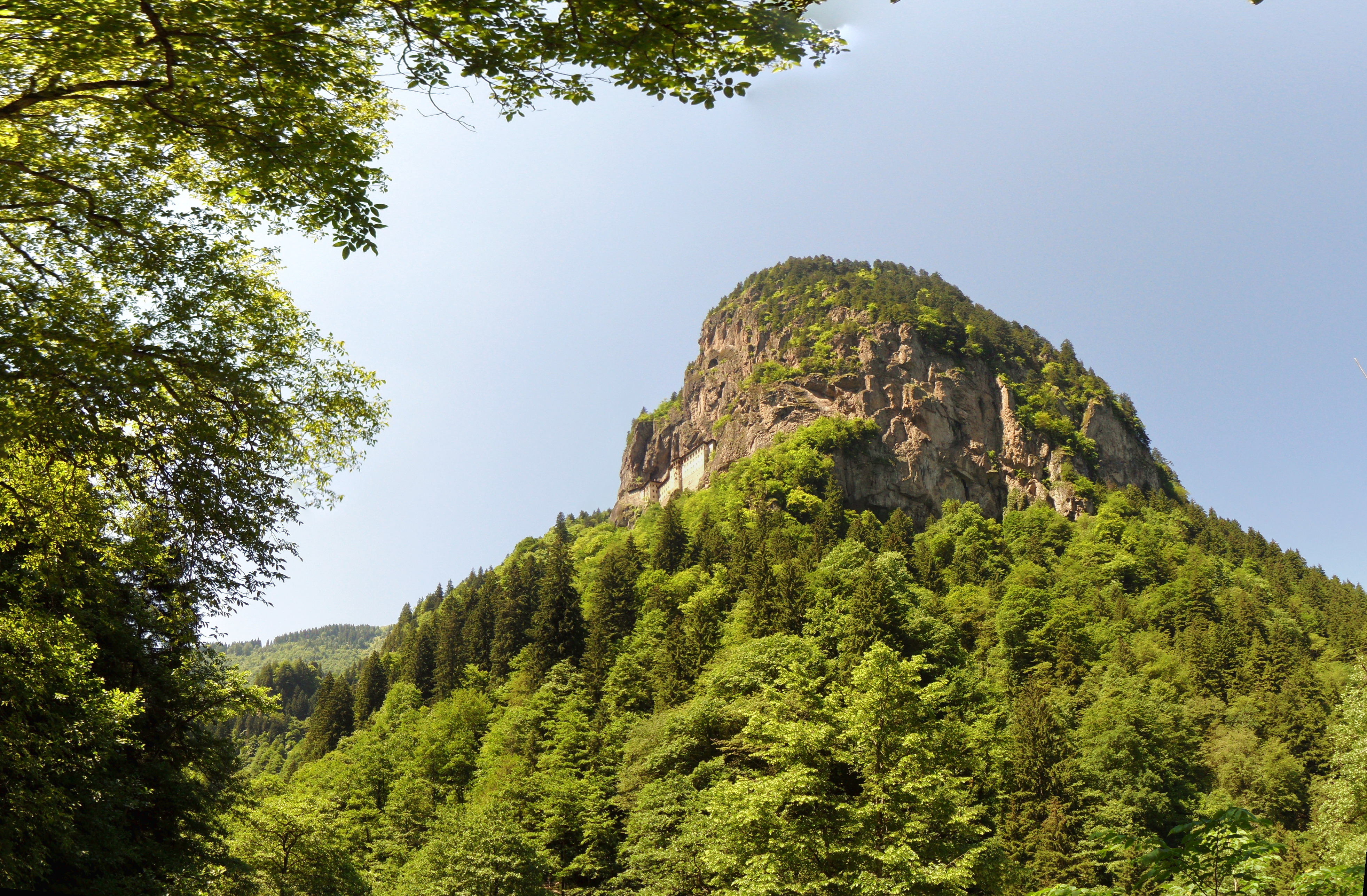